# 马克·斯托金
马克·斯托金（1956年8月1日—）是一位美国遗传学家和演化生物学家，马克斯·普朗克进化人类学研究所研究员，知名于对人類线粒体DNA的研究，与其导师阿伦·C·威尔逊和丽贝卡·L·卡恩共同提出了人类单地起源说。